# Ту, Лиллиан

Лиллиан Ту подписывает свои книги после семинара по фэншую. 2008 год.

Лиллиан Ту (англ. Lillian Too, кит. трад. 朱蓮麗, упр. 朱莲丽, пиньинь Zhū Liánlì, палл. Чжу Ляньли; род. 1946, Пинанг) — автор и практический мастер китайской традиции геомантии фэншуй из Малайзии. Написала более 180 книг по фэншую и смежным тематикам, переведённых на более 30 языков, включая русский, и разошедшихся тиражом свыше 6 млн экземпляров. Ведущий популяризатор фэншуя на Западе в 1990-х годах.
Этническая китаянка-хуацяо, проживает в Куала-Лумпуре, Малайзия, где также ведёт популярные семинары по фэншую. Часто совершает поездки для предварительной экспертизы строительства крупных объектов. Последовательница тибетского буддизма школы гелуг с длительной историей сотрудничества с ламой Сопой Ринпоче и Фондом поддержания махаянской традиции.

## Биография
В 1976 году Лиллиан Ту получила степень MBA от Гарвардской бизнес-школы и после корпоративной карьеры стала первой малайзийской женщиной, возглавившей компанию, зарегистрированную на бирже. В 1982 году Лиллиан Ту стала первой женщиной в Азии, вставшей во главе крупного банка (это был гонконгский Дао Хенг Банк). В дальнейшем сотрудничала с гонконгским магнатом Диксоном Пуном в качестве исполнительного директора его группы компаний.
В 45 лет она отошла от полной занятости и занялась семьёй (поддержкой единственной дочери Дженнифер Ту) и написанием книг по фэншую.
Помимо написания бестселлеров, она возглавляет основанную ею компанию «Мир Фэншуя» и интернет-магазин WOFS.com, ежегодный доход которого составляет более 6 000 млн. ринггитов (свыше 1,6 млрд долларов США). Её дочь Дженнифер является контролирующим акционером компании.
Помимо интернет-магазина, WOFS.com включает в себя франшизу: международную сеть магазинов атрибутики фэншуй, «World of Feng Shui», представленную 55 магазинами в 17 странах и торгующую 6 000 наименованиями продукции. Кроме этого, в её группе компаний есть журнал «Мир фэншуя» («Feng Shui World»), издательство, линия ювелирной продукции и др.